# Уед-Зузфана
30°29′11″ пн. ш. 2°18′18″ зх. д. / 30.4864° пн. ш. 2.3050° зх. д.
Уед-Зузфана (араб. وادي زوزفانة) — ваді або пересохла річка, що протікає у Марокко (Східний регіон) та на південному заході Алжиру (вілаєт Бешар).